# ゲイマスキュリズム
ゲイマスキュリズム（英: Gay masculism）はゲイの権利運動と男性の権利運動が結合した政治思想・社会運動。

## 概説
チューリッヒ大学での2013年の研究によると、ゲイは男性の中でも特に自殺率が高く、ゲイの5人に一人は自分の命を絶とうとしたことがあり、16歳から20歳の間では自殺リスクは同年齢層の異性愛者の2倍から5倍も高い。2008年のFBIによる米国の犯罪統計によると、ゲイはレズビアンよりもヘイトクライムの被害者になる可能性がはるかに高く、逸脱した性的指向を持つ人に対する犯罪の約59％が同性愛嫌悪によるもので、そのうち約47％がゲイに対するものであった。2002年には男性同性愛が違法とされる国が少なくとも30カ国あったが、女性同性愛は明確に犯罪化されていなかった。同性カップルが子供を養子にすることが認められている場合でも、それはレズビアンよりゲイにとって困難となっている。ゲイへの差別と男性への差別、ゲイの権利と男性の権利を等価だとする見解や、ゲイ運動家と男性運動家が共に権利を主張するなど、運動には同性婚や同性婚における養子縁組の合法化などが含まれる。

## ドイツ
1994年までドイツでは男性間の性行為は犯罪とされていた。男性団体のMANNdatは1994年までにドイツで有罪判決を受けた男性同性愛者に対する補償を求めた。同団体は「ゲイに対する差別の撤廃は男性に対する差別の撤廃の一つである」と述べている。

## 歴史
1896年に独身税の法案に反対するために結成された初期のMGTOW団体である「アンチ・バーデル・バチェラー・バンド」は、メンバーのほとんどがゲイだったのではないかという説がある。

## 理論的考察
社会学者のクリストフ・クックリックは社会における男性嫌悪の歴史的考察において、男性の性に対する偏見に、特に強く影響を受ける同性愛者の男性について「男性が社会の中心的な危険になれば、結婚における女性の支配を回避した二人の男性の愛情深い（そして、恐ろしい教義、性的）結合よりも脅威となるものは何だろうか?」と修辞的な質問を投げかけ「この男性が中心的な社会問題として確立されるやいなや、互いに結びついた二人の男性は耐え難い脅威と見なされ、社会は同性愛者にとって恐怖に変わった」と述べた。
リベラルマスキュリストのアルネ・ホフマンは「ゲイは男性や同性愛者としてだけでなく、特に同性愛者の男性として強く差別される」と述べ「同性愛者の権利は男性の権利でもある」と述べた。同じくリベラルマスキュリストのAlles Evolutionも「ゲイ運動は男性運動の一部」だと述べた。デイビッドは「ゲイは男性のセクシュアリティの悪魔化に二重に苦しんでいる」と述べ「セックスは女性を満たす場合でしか社会に受け入れられない」と考察した。
ゲイでゲイ権利運動家のエイドリアンは「ゲイは男性であるため、女性を特権化するフェミニズムの影響を異性愛者の男性と同じくらい受ける」「ゲイは男性の権利運動に参加してほしい、男性の権利運動は全ての男性の権利に関するものであり、性的マイノリティだけの問題ではない」と述べている。
歴史学者のピーター・ライトによれば「男性をゲイと否定的に蔑視することは、男性が女性や家族への奉仕において、何らかの生産的な貢献をすることに失敗していることを意味していた」という。つまり生産性においてゲイは非女性優位主義的であり「非生産的な非女性優位主義に対するミサンドリー」がホモフォビアだと分析した。